# Цызырев, Павел Александрович
Павел Александрович Цызырев (?—1829) — русский военачальник, генерал-майор (с 22.12.1798).

## Биография
В 1790 году Цызырев служил подпоручиком лейб-гвардии Преображенского полка.
Цызырев был шефом:
- 09.01.1797-26.05.1797 — Ставропольского гарнизонного батальона,
- 08.11.1800-30.03.1801 — Гарнизонного полка своего имени,

В ходе русско-турецкой войны 1806—1812 гг. в 1810 году Варну в течение трёх недель осаждал отряд генерала Цызырева, который обстреливал турецкую крепость из орудий, но не сумел её захватить и с наступлением осени отступил.
- 16.08.1804-19.03.1812 — Украинского мушкетерского (пехотного) полка.

Умер в 1829 году.

## Награды
- Награждён орденами Св. Георгия 4-й степени (№ 828 (441); 25 марта 1791) «За отличную храбрость, оказанную при штурме крепости Измаила, с истреблением бывшей там армии» и 3-й степени (№ 205, 13 июня 1810) — «В воздаяние отличного мужества и храбрости, оказанных в сражении против турецких войск 22-го мая при Базарджике»[6].
- Также был награждён другими орденами Российской империи.